# 福島臨海鐵道本線
福岛临海铁道本线（日语：／ Fukushimarinkaitetsudō honsen）是连接福岛县磐城市的常磐线泉站和小名濱站的貨運鐵路線，由福島臨海鐵道運營。过去的終點站為荣町站，1968年廢除小名濱至榮町間的路段。
前身是用于运输小名濱製造的食盐产品的馬車鐵道，也用于从渔村运输水产品，但随着小名濱港发展为工業區，該路線改以运输工业材料為主，一直延续至今。
本路線曾經經營客运业务，但在1972 年停止客運業務  。此後尚有“购物列车”，以及在小名滨举行“磐城小名濱港烟花大會”等活动时開行的臨時旅客列车直到2007年為止。临时旅客列车使用東日本旅客铁道的KiHa 110 系柴油動车組车辆運營。

## 路线数据
- 運營商：福島臨海鐵道（第一種鐵道事業）
- 路線長度：4.8 公里
- 轨距：1,067 毫米
- 車站数：2站
- 複線區間：無（全線為單線鐵路）
- 電氣化區間：無（全線為非電氣化鐵路）
- 閉塞方式：特殊自动閉塞
- 最高速度：45 公里/小时[1]

## 運行形態
- 在泉站和小名濱站之间，有从信越本线安中站出發，运送锌矿的货运列车每天往返一班，以及从常磐线水户站出發的集装箱货运列车每天往返一班。
- 此外，还设置了机车回送列車和不定期列车。

## 历史
1906年鈴木藤三郎在常磐煤炭的运输港--小名濱港设立了盐工厂，并以个人名义获得了燃料和产品运输的特許，鋪設常磐线泉站和小名濱港之间的小名滨马车轨道，隔年小名滨马车轨道完成鋪設並開通，軌距為762 毫米。鐵道本身经营良好，但由于铃木的酱油酿造事業失败，盐厂被迫关闭，盐厂和鐵道业务由小名濱町的志愿者共同組成之東商会接管。
之后，在小名濱和江名之间规划了一条马车铁路，用于运送来自江名町的水产品，1916 年該路線以磐城海岸軌道線名義开通。 1918年磐城海岸軌道收購东商会，形成了泉-小名滨-江名的路线。 1926 年引进了柴聯车改為内燃动力。但由于渔获量下降和货运量减少，磐城海岸軌道陷入财务困境，
1936年小名濱和江名之间的特許被撤销并废止路線。 1939 年，日本氢工业决定在小名濱建设工厂，磐城海岸軌道線的管理便委托给日本氢工业，公司名称变更为小名濱临港铁道。 1941 年，为了方便产品运输，修建了可与常磐线直接连接的 1067 毫米轨距的线路。
1953年，连接小名滨和江名的铁路--江名鐵道線重新開通，連接荣町站和江名站。營運商江名铁道將業務外包給小名滨临港铁道。小名滨临港铁道也开通了小名濱至荣町的延长线，營運泉～江名的直达列车。1964 年，小名滨被指定为新產業都市，发展为工业区。1967 年公司名称更改为福岛臨海鐵道，成為日本国鐵、沿線自治体、企業共同出資的企業。
1966年江名铁道因与公車的竞争，以及1965 年的台风中受损而停运，并於1968年废線，小名滨临港铁道小名濱至荣町的路线同時廢除。1972 年，废除了自开通以来一直持续的客运业务，成为了货运专线  。
2011年3月11日，因东北地方太平洋沿岸地震造成的海啸破坏，列车停运。2011年5月30日，货运列车在泉站和宮下站之间恢复运行。2012年2月1日至福岛臨海鐵道本線全线恢复运营。 2015年1月13日，配合“小名滨港地震灾后重建土地整治工程”将在小名滨站旧址上进行再开发，小名滨站向西侧搬迁约600米，宫下站废站，线路的总长度从5.4公里缩短到4.8公里，並将原来的電氣路籤（牌）閉塞改为特殊自動閉塞。

## 车站列表
| 站名        | 站名     | 站名       | 站間距離（公里） | 營業距離（公里） | 连接路线       | 地点   | 地点   |
| 中文站名    | 日文站名 | 英文站名   | 站間距離（公里） | 營業距離（公里） | 连接路线       | 地点   | 地点   |
| ----------- | -------- | ---------- | ---------------- | ---------------- | -------------- | ------ | ------ |
| 泉          |          | Izumi      | 0.0              | 0.0              | 常磐线         | 福島縣 | 磐城市 |
| 滝尻*       |          | Takijiri   | 2.4              | 2.4              |                | 福島縣 | 磐城市 |
| 東邦亞鉛前* |          | Tōhōaenmae | 0.7              | 3.1              |                | 福島縣 | 磐城市 |
| 宮下        |          | Miyashita  | 0.5              | 3.6              | 小名濱碼頭本線 | 福島縣 | 磐城市 |
| 水素前*     |          | Suisomae   | 0.8              | 4.4              |                | 福島縣 | 磐城市 |
| 小名濱      |          | Onahama    | 0.4 (1.0)        | 4.8 (5.4)        |                | 福島縣 | 磐城市 |
| 榮町*       |          | Sakaemachi | 0.8              | 6.2              |                | 福島縣 | 磐城市 |

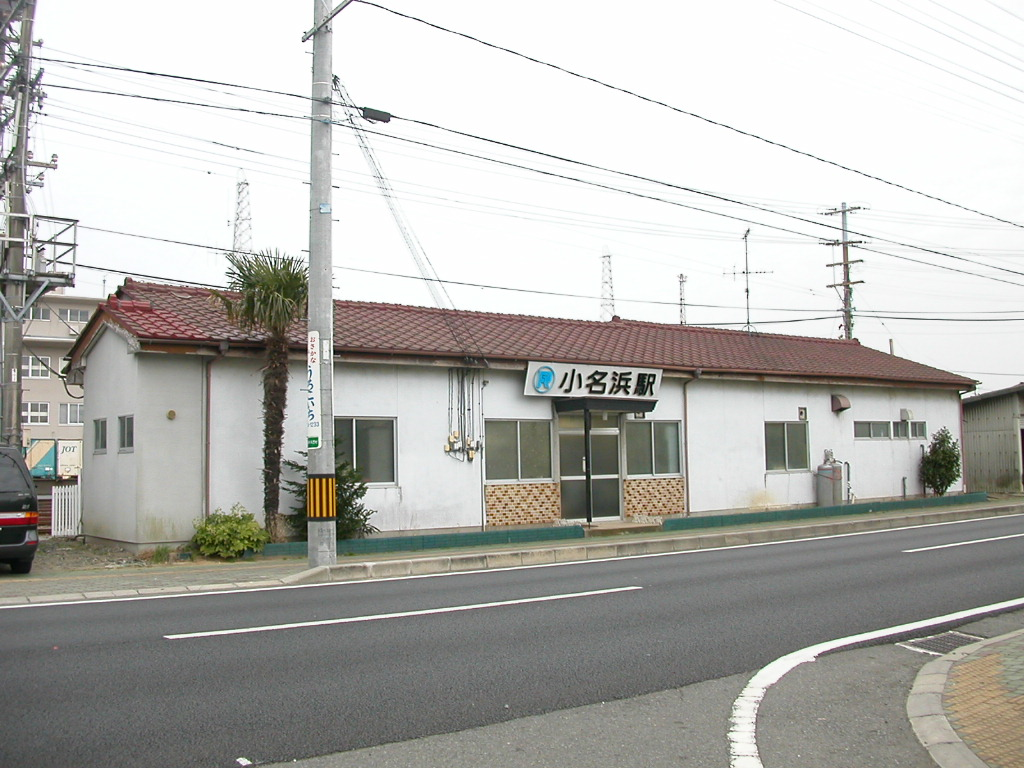
小名滨站

(*)代表1972年客运业务停止時的客运站，小名濱遷站前後的里程並列，榮町站的站間距離為與小名濱舊站間的距離。

### 刊物
- 高井薫平. . 鉄道ピクトリアル. 1966,. No. 186 (1966年7月臨時増刊号：私鉄車両めぐり7): pp. 8–9, 40–51.（再版： 鉄道ピクトリアル編集部 (编).  2. 東京: 鉄道図書刊行会. 1977. ）
- おやけこういち 《小名濱铁道交通报告》，1994

### 其他
1. 1 2  寺田裕一『データブック日本の私鉄』ネコ・パブリッシング、2002年 p.23
2. 1 2  . 交通新聞 (交通協力会). 1972-10-04: 1 （日语）.
3. 1 2  「軌道特許権譲渡」『官報』1918年9月2日（国立国会図書館デジタルコレクション）
4. ↑  『地方鉄道及軌道一覧 昭和10年4月1日現在』（国立国会図書館デジタルコレクション）
5. ↑  『日本全国諸会社役員録。 明治44年』（国立国会図書館デジタルコレクション）
6. ↑  「軌道特許取消」『官報』1936年12月9日（国立国会図書館デジタルコレクション）
7. ↑  . f-rinkai.co.jp. 福島臨海鉄道.   [2022-05-05]. （原始内容存档于2022-01-08） （日语）.
8. ↑  今尾恵介『日本鉄道旅行地図帳 東日本大震災の記録』新潮社、2011年、p.9